# Dél-Korea megyéi
Dél-Koreában 82 megye található. A megye (군 / 郡, kun) a tartomány alegysége, de Puszan, Tegu, Incshon és Ulszan tartományi jogú városonak is vannak kunjai (a kerületeik mellett). A megye lakossága 150 000 főnél kevesebb és a népsűrűsége kisebb a kuénál. Tipikusan vidéki jellegű terület, míg a kerület városi jellegű. A megyék alá tartoznak az upok és a körzetek (mjon). A városokon belül található kunokat gyakorlatilag „vidéki kerületnek” lehetne fordítani.

## Megyék listája

Dél-Korea megyéinek vaktérképe

| Megye        | Hangul | Handzsa | Tartomány                       |
| ------------ | ------ | ------- | ------------------------------- |
| Kidzsang     | 기장군 | 機張郡  | Puszan (tartományi jogú város)  |
| Kunü         | 군위군 | 軍威郡  | Tegu (tartományi jogú város)    |
| Talszong     | 달성군 | 達城郡  | Tegu (tartományi jogú város)    |
| Kanghva      | 강화군 | 江華郡  | Incshon (tartományi jogú város) |
| Ongdzsin     | 옹진군 | 甕津郡  | Incshon (tartományi jogú város) |
| Uldzsu       | 울주군 | 蔚州郡  | Ulszan (tartományi jogú város)  |
| Kaphjong     | 가평군 | 加平郡  | Kjonggi                         |
| Jangphjong   | 양평군 | 楊平郡  | Kjonggi                         |
| Jodzsu       | 여주군 | 驪州郡  | Kjonggi                         |
| Joncshon     | 연천군 | 漣川郡  | Kjonggi                         |
| Cshorvon     | 철원군 | 鐵原郡  | Kangvon                         |
| Koszong      | 고성군 | 高城郡  | Kangvon                         |
| Höngszong    | 횡성군 | 橫城郡  | Kangvon                         |
| Hongcshon    | 홍천군 | 洪川郡  | Kangvon                         |
| Hvacshon     | 화천군 | 華川郡  | Kangvon                         |
| Indzse       | 인제군 | 麟蹄郡  | Kangvon                         |
| Csongszon    | 정선군 | 旌善郡  | Kangvon                         |
| Phjongcshang | 평창군 | 平昌郡  | Kangvon                         |
| Janggu       | 양구군 | 楊口郡  | Kangvon                         |
| Jangjang     | 양양군 | 襄陽郡  | Kangvon                         |
| Jongvol      | 영월군 | 寧越郡  | Kangvon                         |
| Poun         | 보은군 | 報恩郡  | Észak-Cshungcshong              |
| Tanjang      | 단양군 | 丹陽郡  | Észak-Cshungcshong              |
| Umszong      | 음성군 | 陰城郡  | Észak-Cshungcshong              |
| Köszan       | 괴산군 | 槐山郡  | Észak-Cshungcshong              |
| Csincshon    | 진천군 | 鎭川郡  | Észak-Cshungcshong              |
| Okcshon      | 옥천군 | 沃川郡  | Észak-Cshungcshong              |
| Csungphjong  | 증평군 | 曾坪郡  | Észak-Cshungcshong              |
| Jongdong     | 영동군 | 永同郡  | Észak-Cshungcshong              |
| Pujo         | 부여군 | 扶餘郡  | Dél-Cshungcshong                |
| Cshongjang   | 청양군 | 青陽郡  | Dél-Cshungcshong                |
| Kumszan      | 금산군 | 錦山郡  | Dél-Cshungcshong                |
| Hongszong    | 홍성군 | 洪城郡  | Dél-Cshungcshong                |
| Szocshon     | 서천군 | 舒川郡  | Dél-Cshungcshong                |
| Thean        | 태안군 | 泰安郡  | Dél-Cshungcshong                |
| Jeszan       | 예산군 | 禮山郡  | Dél-Cshungcshong                |
| Puan         | 부안군 | 扶安郡  | Észak-Csolla                    |
| Kocshang     | 고창군 | 高敞郡  | Észak-Csolla                    |
| Imsil        | 임실군 | 任實郡  | Észak-Csolla                    |
| Csangszu     | 장수군 | 長水郡  | Észak-Csolla                    |
| Csinan       | 진안군 | 鎭安郡  | Észak-Csolla                    |
| Mudzsu       | 무주군 | 茂朱郡  | Észak-Csolla                    |
| Szuncshang   | 순창군 | 淳昌郡  | Észak-Csolla                    |
| Vandzsu      | 완주군 | 完州郡  | Észak-Csolla                    |
| Poszong      | 보성군 | 寶城郡  | Dél-Csolla                      |
| Tamjang      | 담양군 | 潭陽郡  | Dél-Csolla                      |
| Kangdzsin    | 강진군 | 康津郡  | Dél-Csolla                      |
| Kohung       | 고흥군 | 高興郡  | Dél-Csolla                      |
| Kokszong     | 곡성군 | 谷城郡  | Dél-Csolla                      |
| Kurje        | 구례군 | 求禮郡  | Dél-Csolla                      |
| Henam        | 해남군 | 海南郡  | Dél-Csolla                      |
| Hamphjong    | 함평군 | 咸平郡  | Dél-Csolla                      |
| Hvaszun      | 화순군 | 和順郡  | Dél-Csolla                      |
| Csanghung    | 장흥군 | 長興郡  | Dél-Csolla                      |
| Csangszong   | 장성군 | 長城郡  | Dél-Csolla                      |
| Csindo       | 진도군 | 珍島郡  | Dél-Csolla                      |
| Muan         | 무안군 | 務安郡  | Dél-Csolla                      |
| Sinan        | 신안군 | 新安郡  | Dél-Csolla                      |
| Vando        | 완도군 | 莞島郡  | Dél-Csolla                      |
| Jongam       | 영암군 | 靈巖郡  | Dél-Csolla                      |
| Jonggvang    | 영광군 | 靈光郡  | Dél-Csolla                      |
| Ponghva      | 봉화군 | 奉化郡  | Észak-Kjongszang                |
| Cshongdo     | 청도군 | 淸道郡  | Észak-Kjongszang                |
| Cshongszong  | 청송군 | 靑松郡  | Észak-Kjongszang                |
| Cshilgok     | 칠곡군 | 漆谷郡  | Észak-Kjongszang                |
| Korjong      | 고령군 | 高靈郡  | Észak-Kjongszang                |
| Szongdzsu    | 성주군 | 星州郡  | Észak-Kjongszang                |
| Iszong       | 의성군 | 義城郡  | Észak-Kjongszang                |
| Uldzsin      | 울진군 | 蔚珍郡  | Észak-Kjongszang                |
| Ullung       | 울릉군 | 鬱陵郡  | Észak-Kjongszang                |
| Jecshon      | 예천군 | 醴泉郡  | Észak-Kjongszang                |
| Jongdok      | 영덕군 | 盈德郡  | Észak-Kjongszang                |
| Jongjang     | 영양군 | 英陽郡  | Észak-Kjongszang                |
| Cshangnjong  | 창녕군 | 昌寧郡  | Dél-Kjongszang                  |
| Kocshang     | 거창군 | 居昌郡  | Dél-Kjongszang                  |
| Koszong      | 고성군 | 固城郡  | Dél-Kjongszang                  |
| Hadong       | 하동군 | 河東郡  | Dél-Kjongszang                  |
| Haman        | 함안군 | 咸安郡  | Dél-Kjongszang                  |
| Hapcshon     | 합천군 | 陜川郡  | Dél-Kjongszang                  |
| Hamjang      | 함양군 | 咸陽郡  | Dél-Kjongszang                  |
| Namhe        | 남해군 | 南海郡  | Dél-Kjongszang                  |
| Szancshon    | 산청군 | 山淸郡  | Dél-Kjongszang                  |
| Irjong       | 의령군 | 宜寧郡  | Dél-Kjongszang                  |